# Masa efectiva (sistema masa-muelle)
En un sistema masa-muelle no sólo la masa suspendida del extremo libre del resorte influye en el movimiento, sino que también lo hace la masa del muelle. No obstante, como no todos los puntos del muelle se mueven a la misma velocidad que la masa suspendida, es incorrecto sumar la masa del muelle a la masa suspendida. La masa efectiva del muelle es aquella masa que al ser sumada a la masa suspendida permite predecir correctamente el comportamiento del sistema.

## Muelle ideal
La masa efectiva del muelle en un sistema masa-muelle ideal es independiente de si la dirección del sistema es horizontal, vertical u oblicua, permaneciendo siempre como {\displaystyle {\frac {1}{3}}} de la masa del muelle. Esto puede ser demostrado del siguiente modo:
Llamemos {\displaystyle m} a la masa del muelle y {\displaystyle M} a la masa suspensa del muelle.
Tomemos un segmento infinitesimalmente delgado del muelle que se encuentre a una distancia {\displaystyle y} del extremo fijo del muelle.
Su longitud será {\displaystyle dy}; su masa, {\displaystyle dm}; y su velocidad, {\displaystyle u}.
{\displaystyle \therefore dm=\left({\frac {dy}{L}}\right)m}, donde {\displaystyle L} es la longitud del muelle.
Ahora consideremos la energía cinética total del muelle:
{\displaystyle E_{c}=\int _{m}{\frac {1}{2}}u^{2}\,dm}
{\displaystyle =\int _{0}^{L}{\frac {1}{2}}u^{2}\left({\frac {dy}{L}}\right)m\!}
{\displaystyle ={\frac {1}{2}}{\frac {m}{L}}\int _{0}^{L}u^{2}\,dy}
Pero la velocidad en cada posición del muelle es directamente proporcional a la ubicación que seleccionemos sobre la extensión del mismo, es decir, secciones más lejanas del punto de anclaje, se moverán más rápido, así:
{\displaystyle \therefore {\frac {u}{v}}={\frac {y}{L}}}
{\displaystyle u={\frac {vy}{L}}}
Luego {\displaystyle {\frac {1}{2}}{\frac {m}{L}}\int _{0}^{L}u^{2}\,dy}
{\displaystyle ={\frac {1}{2}}{\frac {m}{L}}\int _{0}^{L}\left({\frac {vy}{L}}\right)^{2}\,dy}
{\displaystyle ={\frac {1}{2}}{\frac {m}{L^{3}}}v^{2}\int _{0}^{L}y^{2}\,dy}
{\displaystyle ={\frac {1}{2}}{\frac {m}{L^{3}}}v^{2}\left[{\frac {y^{3}}{3}}\right]_{0}^{L}}
{\displaystyle ={\frac {1}{2}}{\frac {m}{3}}v^{2}}
Si comparamos con la fórmula original de la energía cinética ({\displaystyle {\frac {1}{2}}mv^{2},}) podemos concluir que, efectivamente, la masa efectiva del muelle en este caso es: {\displaystyle m_{ef}={\frac {m}{3}}}.

## Muelle real
Sin embargo, los cálculos anteriores son únicamente aplicables a valores pequeños de {\displaystyle {\frac {M}{m}}}. Gracias a las experiencias de Jun-ichi Ueda y Yoshiro Sadamoto[cita requerida] sabemos que cuando el cociente {\displaystyle {\frac {M}{m}}} es mayor que 7, la masa efectiva del muelle en un sistema masa-muelle vertical decrece por debajo del valor de Rayleigh {\displaystyle {\frac {m}{3}}} e incluso puede llegar a tomar valores negativos. Este comportamiento inesperado puede explicarse en los términos de la deformación elástica secundaria.